# Première Nation de Wolf Lake
La Première Nation de Wolf Lake (officiellement Wolf Lake) est une Première Nation dont le siège est Hunter's Point, un établissement indien inhabité en permanence situé dans la région québécoise de l'Abitibi-Témiscamingue au Canada. La Première Nation est administrée par un conseil de bande. Bien qu'elle soit constituée de membres de la nation algonquine, elle ne fait partie du conseil tribal de la Nation algonquine Anishinabeg.

## Conseil de bande
Ne bénéficiant d'aucune assise territoriale, le conseil de bande de la Première Nation siège à Témiscaming, une municipalité à proximité de Hunter's Point. Celui-ci est présentement dirigé par la chef Lisa Robinson (2018-2022), élue selon un système électoral coutumier.

## Démographie
Le recensement de 2009 y dénombre 205 habitants, dont 195 personnes vivant à l'extérieur de la communauté de Hunter's Point, principalement dans les villages aux alentours. En 2015, la population est évaluée à 230 habitants. 